# David Benoit (koszykarz)
David Benoit (ur. 9 maja 1968 w Lafayette) – amerykański koszykarz, występujący na pozycji skrzydłowego, po zakończeniu kariery zawodniczej trener koszykarski.
W 1990 roku został wybrany w drafcie do ligi CBA z numerem 2 ogólnej listy przez zespół Cedar Rapids Silver Bullets.

## Osiągnięcia
NCAA
- Uczestnik: 
  - rozgrywek Sweet Sixteen turnieju NCAA (1990)
  - turnieju NCAA (1989, 1990)
- 2-krotny mistrz turnieju konferencji Southeastern (SEC – 1989, 1990)
- Zaliczony do:
  - I składu turnieju SEC (1990)[2]
  - III składu konferencji SEC (1990)

NBA
- Uczestnik konkursu wsadów:
  - NBA (1993)[3]
  - hiszpańskiej ligi ACB (1991 – 2. miejsce)
- Lider play-off w skuteczności rzutów wolnych (1992)[4]

Inne
- Mistrz[1]:
  - Izraela (1999)
  - Chin (2002)
- Zdobywca Pucharu Izraela (1999)[1]
- Debiutant Roku ACB (1991)